# Barcella odora
Barcella odora är en enhjärtbladig växtart som först beskrevs av James William Helenus Trail, och fick sitt nu gällande namn av Carl Georg Oscar Drude. Barcella odora ingår i släktet Barcella och familjen Arecaceae. Inga underarter finns listade i Catalogue of Life.